# Savigné-sous-le-Lude
Savigné-sous-le-Lude település Franciaországban, Sarthe megyében. Lakosainak száma 447 fő (2022. január 1.). Savigné-sous-le-Lude Thorée-les-Pins, Noyant-Villages, Baugé-en-Anjou és Le Lude községekkel határos.

## Népesség
A település népessége az elmúlt években az alábbi módon változott:
| Lakosok száma | 430  | 430  | 443  | 429  | 430  | 432  | 436  | 449  | 447  |
|               | 2013 | 2015 | 2016 | 2017 | 2018 | 2019 | 2020 | 2021 | 2022 |